# Clupeichthys bleekeri
Clupeichthys bleekeri és una espècie de peix pertanyent a la família dels clupeids.

## Descripció
- Pot arribar a fer 6 cm de llargària màxima.
- 12-18 radis tous a l'aleta dorsal i 16-27 a l'anal.[6][7]

## Hàbitat
És un peix d'aigua dolça, pelàgic i de clima tropical (2°N-3°S).

## Distribució geogràfica
Es troba a Indonèsia: el riu Kapuas (el sud-oest de Kalimantan).

## Observacions
És inofensiu per als humans.